# Ballydehob
Ballydehob (irl. Béal an Dá Chab) – nadmorska miejscowość w Irlandii, położona w prowincji Munster.